# ثلاثة أيام من دي بان للسيدات 2019
ثلاثة أيام من دي بان للسيدات 2019 (بالفرنسية: Trois Jours de La Panne féminin 2019)‏ هو سباق دراجات هوائية، وهو الموسم رقم 2 من السباق، وأقيم في 28 مارس 2019، وامتدّ لمسافة 134.4 كيلومتر، وهو أحد سباقات طواف العالم للدراجات للنساء 2019، وقد شارك في السباق 118 متسابقاً ووصل إلى نهايته 112 متسابقاً.
فاز فيه بالمركز الأول كيرستن وايلد، وبالمركز الثاني لورينا ويبيس، وبالمركز الثالث لوت كوبيكي.

## الفرق
| فرق سيدات محترفة (20)- يو أي أيه تيم ‏ - أيه آر مونكس برو سيكلينج للسيدات ‏ - Équipe Paule Ka ‏ - إس دي وركس ‏ - BTC City Ljubljana ‏ - كانيون إس آر إيه إم راسينغ 2019 ‏ - ليف ريسينغ ‏ - دولتشيني فان إيك سبورت 2019 ‏ - FDJ–Suez ‏ - Health Mate–Cyclelive Team ‏ - لوتو سودال للسيدات 2019 ‏ - Liv AlUla Jayco ‏ - موفيستار للسيدات ‏ - باركهوتل فالكنبورغ 2019 ‏ - فريق سنويب للسيدات 2019 ‏ - EF Education–Tibco–SVB ‏ - Lidl–Trek (women's team) ‏ - فالكار سيلانس 2019 ‏ - Team Virtu Cycling Women ‏ - Ceratizit Pro Cycling ‏ |  |
| |  |

## التصنيف العام النهائي
| \| التصنيف العام \| التصنيف العام \| التصنيف العام \| التصنيف العام \| التصنيف العام \| \| المتسابقة \| المتسابقة \| الفريق \| الوقت \| \| \| ------------- \| ---------------- \| --------------------------------------------- \| ------------- \| ------------- \| \| 1 \| كيرستن وايلد \| Ceratizit Pro Cycling [الإنجليزية]‏ \| 3 س 13 د 07 ث \| \| \| 2 \| لورينا ويبيس \| باركهوتل فالكنبورغ [الإنجليزية]‏ \| + 0 ث \| \| \| 3 \| لوت كوبيكي \| لوتو بيليسول للسيدات [الإنجليزية]‏ \| + 0 ث \| \| \| 4 \| Lotta Lepistö \| Lidl–Trek (women's team) [الإنجليزية]‏ \| + 0 ث \| \| \| 5 \| سوزان أندرسن \| فريق سنويب للسيدات [الإنجليزية]‏ \| + 0 ث \| \| \| 6 \| إليسا بالسامو \| فالكار سيلانس [الإنجليزية]‏ \| + 0 ث \| \| \| 7 \| مارتا باستيانيلي \| Team Virtu Cycling Women [الإنجليزية]‏ \| + 0 ث \| \| \| 8 \| إميليا فهلين \| FDJ–Suez [الإنجليزية]‏ \| + 0 ث \| \| \| 9 \| أرلينيس سيرا \| أيه آر مونكس برو سيكلينج للسيدات [الإنجليزية]‏ \| + 0 ث \| \| \| 10 \| ماريان فوس \| ليف ريسينغ [الإنجليزية]‏ \| + 0 ث \| \| |                  |                                   |               |  |
| |                  |                                   |               |  |
| مصدر: ProCyclingStats |                  |                                   |               |  |
| التصنيف العام |                  |                                   |               |  |
| المتسابقة | المتسابقة        | الفريق                            | الوقت         |  |
| 1 | كيرستن وايلد     | Ceratizit Pro Cycling ‏            | 3 س 13 د 07 ث |  |
| 2 | لورينا ويبيس     | باركهوتل فالكنبورغ ‏               | + 0 ث         |  |
| 3 | لوت كوبيكي       | لوتو بيليسول للسيدات ‏             | + 0 ث         |  |
| 4 | Lotta Lepistö    | Lidl–Trek (women's team) ‏         | + 0 ث         |  |
| 5 | سوزان أندرسن     | فريق سنويب للسيدات ‏               | + 0 ث         |  |
| 6 | إليسا بالسامو    | فالكار سيلانس ‏                    | + 0 ث         |  |
| 7 | مارتا باستيانيلي | Team Virtu Cycling Women ‏         | + 0 ث         |  |
| 8 | إميليا فهلين     | FDJ–Suez ‏                         | + 0 ث         |  |
| 9 | أرلينيس سيرا     | أيه آر مونكس برو سيكلينج للسيدات ‏ | + 0 ث         |  |
| 10 | ماريان فوس       | ليف ريسينغ ‏                       | + 0 ث         |  |

### تصنيف النقاط
| \| تصنيف النقاط \| تصنيف النقاط \| تصنيف النقاط \| تصنيف النقاط \| تصنيف النقاط \| \| المتسابقة \| المتسابقة \| الفريق \| النقاط \| \| \| ------------ \| ------------------- \| ------------------------------------- \| ------------ \| ------------ \| \| 1 \| مارتا باستيانيلي \| Team Virtu Cycling Women [الإنجليزية]‏ \| 360 نقطة \| \| \| 2 \| ماريان فوس \| ليف ريسينغ [الإنجليزية]‏ \| 325 نقطة \| \| \| 3 \| كيرستن وايلد \| Ceratizit Pro Cycling [الإنجليزية]‏ \| 250 نقطة \| \| \| 4 \| Chantal Blaak \| إس دي وركس [الإنجليزية]‏ \| 215 نقطة \| \| \| 5 \| لوت كوبيكي \| لوتو بيليسول للسيدات [الإنجليزية]‏ \| 210 نقطة \| \| \| 6 \| سيسيلي أوتوب لودفيغ \| Équipe Paule Ka [الإنجليزية]‏ \| 210 نقطة \| \| \| 7 \| أنيميك فان فليوتن \| Liv AlUla Jayco [الإنجليزية]‏ \| 200 نقطة \| \| \| 8 \| كاتارزينا نيفيادوما \| كانيون–إس آر إيه إم [الإنجليزية]‏ \| 195 نقطة \| \| \| 9 \| لورينا ويبيس \| باركهوتل فالكنبورغ [الإنجليزية]‏ \| 150 نقطة \| \| \| 10 \| أماندا سبرات \| Liv AlUla Jayco [الإنجليزية]‏ \| 150 نقطة \| \| |                     |                           |          |  |
| |                     |                           |          |  |
| مصدر: ProCyclingStats |                     |                           |          |  |
| تصنيف النقاط |                     |                           |          |  |
| المتسابقة | المتسابقة           | الفريق                    | النقاط   |  |
| 1 | مارتا باستيانيلي    | Team Virtu Cycling Women ‏ | 360 نقطة |  |
| 2 | ماريان فوس          | ليف ريسينغ ‏               | 325 نقطة |  |
| 3 | كيرستن وايلد        | Ceratizit Pro Cycling ‏    | 250 نقطة |  |
| 4 | Chantal Blaak       | إس دي وركس ‏               | 215 نقطة |  |
| 5 | لوت كوبيكي          | لوتو بيليسول للسيدات ‏     | 210 نقطة |  |
| 6 | سيسيلي أوتوب لودفيغ | Équipe Paule Ka ‏          | 210 نقطة |  |
| 7 | أنيميك فان فليوتن   | Liv AlUla Jayco ‏          | 200 نقطة |  |
| 8 | كاتارزينا نيفيادوما | كانيون–إس آر إيه إم ‏      | 195 نقطة |  |
| 9 | لورينا ويبيس        | باركهوتل فالكنبورغ ‏       | 150 نقطة |  |
| 10 | أماندا سبرات        | Liv AlUla Jayco ‏          | 150 نقطة |  |

### الفرق حسب النقاط
| \| ترتيب الفرق حسب النقاط \| ترتيب الفرق حسب النقاط \| ترتيب الفرق حسب النقاط \| ترتيب الفرق حسب النقاط \| \| الفريق \| الفريق \| النقاط \| \| \| ---------------------- \| -------------------------------------------- \| ---------------------- \| ---------------------- \| \| 1 \| إس دي وركس [الإنجليزية]‏ \| 634 نقطة \| \| \| 2 \| ليف ريسينغ [الإنجليزية]‏ \| 430 نقطة \| \| \| 3 \| Team Virtu Cycling Women [الإنجليزية]‏ \| 398 نقطة \| \| \| 4 \| Liv AlUla Jayco [الإنجليزية]‏ \| 381 نقطة \| \| \| 5 \| كانيون إس آر إيه إم راسينغ 2019 [الإنجليزية]‏ \| 344 نقطة \| \| \| 6 \| Ceratizit Pro Cycling [الإنجليزية]‏ \| 311 نقطة \| \| \| 7 \| فريق سنويب للسيدات 2019 [الإنجليزية]‏ \| 294 نقطة \| \| \| 8 \| Lidl–Trek (women's team) [الإنجليزية]‏ \| 284 نقطة \| \| \| 9 \| Équipe Paule Ka [الإنجليزية]‏ \| 263 نقطة \| \| \| 10 \| لوتو سودال للسيدات 2019 [الإنجليزية]‏ \| 227 نقطة \| \| |                                  |          |  |
| |                                  |          |  |
| مصدر: ProCyclingStats |                                  |          |  |
| ترتيب الفرق حسب النقاط |                                  |          |  |
| الفريق | الفريق                           | النقاط   |  |
| 1 | إس دي وركس ‏                      | 634 نقطة |  |
| 2 | ليف ريسينغ ‏                      | 430 نقطة |  |
| 3 | Team Virtu Cycling Women ‏        | 398 نقطة |  |
| 4 | Liv AlUla Jayco ‏                 | 381 نقطة |  |
| 5 | كانيون إس آر إيه إم راسينغ 2019 ‏ | 344 نقطة |  |
| 6 | Ceratizit Pro Cycling ‏           | 311 نقطة |  |
| 7 | فريق سنويب للسيدات 2019 ‏         | 294 نقطة |  |
| 8 | Lidl–Trek (women's team) ‏        | 284 نقطة |  |
| 9 | Équipe Paule Ka ‏                 | 263 نقطة |  |
| 10 | لوتو سودال للسيدات 2019 ‏         | 227 نقطة |  |

## المشاركون
| إس دي وركس ‏ DLT | إس دي وركس ‏ DLT        | إس دي وركس ‏ DLT |
| --------------- | ---------------------- | --------------- |
| م               | عداء                   | مرتبة           |
| 1               | ايمي بيترز             | 28              |
| 2               | Jip van den Bos ‏       | 46              |
| 3               | إيفا بورمان            | 47              |
| 4               | أمالي ديديريكسن (طريق) | 16              |
| 5               | كريستين ماجروس (طريق)  | 25              |
| 6               | سكاي شنايدر            | 75              |

| لوتو بيليسول للسيدات ‏ LSL | لوتو بيليسول للسيدات ‏ LSL | لوتو بيليسول للسيدات ‏ LSL |
| ------------------------- | ------------------------- | ------------------------- |
| م                         | عداء                      | مرتبة                     |
| 11                        | Annelies Dom ‏ (طريق)      | 33                        |
| 12                        | كيلي فان دن ستين          | 32                        |
| 13                        | Alana Castrique ‏          | 61                        |
| 14                        | شانتال هوفمان             | 91                        |
| 15                        | لوت كوبيكي                | 3                         |
| 16                        | Nguyễn Thị Thật ‏          | 31                        |

| يو أي أيه تيم ‏ ALE | يو أي أيه تيم ‏ ALE       | يو أي أيه تيم ‏ ALE |
| ------------------ | ------------------------ | ------------------ |
| م                  | عداء                     | مرتبة              |
| 21                 | Jelena Erić (cyclist) ‏   | 96                 |
| 22                 | كلو هوسكينغ              | 14                 |
| 23                 | Diana Peñuela ‏           | 62                 |
| 24                 | رومي كاسبر               | 86                 |
| 25                 | Anna Trevisi ‏            | 55                 |
| 26                 | Marjolein van 't Geloof ‏ | 40                 |

| أيه آر مونكس برو سيكلينج للسيدات ‏ ASA | أيه آر مونكس برو سيكلينج للسيدات ‏ ASA | أيه آر مونكس برو سيكلينج للسيدات ‏ ASA |
| ------------------------------------- | ------------------------------------- | ------------------------------------- |
| م                                     | عداء                                  | مرتبة                                 |
| 31                                    | Amiliya Iskakova ‏                     | 104                                   |
| 32                                    | Olga Shekel ‏ (طريق)                   | 56                                    |
| 33                                    | Jeidi Pradera ‏                        | 107                                   |
| 34                                    | Natalya Saifutdinova ‏                 | 74                                    |
| 35                                    | Lizbeth Salazar ‏                      | 36                                    |
| 36                                    | أرلينيس سيرا (طريق)                   | 9                                     |

| Équipe Paule Ka ‏ BIG | Équipe Paule Ka ‏ BIG     | Équipe Paule Ka ‏ BIG |
| -------------------- | ------------------------ | -------------------- |
| م                    | عداء                     | مرتبة                |
| 41                   | Elizabeth Banks          | لم يكمل السباق       |
| 42                   | Nicole Hanselmann ‏       | 65                   |
| 43                   | Martina Alzini ‏          | 102                  |
| 44                   | Julie Norman Leth ‏       | 12                   |
| 45                   | Maria Vittoria Sperotto ‏ | 27                   |

| BTC City Ljubljana ‏ BTC | BTC City Ljubljana ‏ BTC | BTC City Ljubljana ‏ BTC |
| ----------------------- | ----------------------- | ----------------------- |
| م                       | عداء                    | مرتبة                   |
| 51                      | Maaike Boogaard ‏        | 83                      |
| 52                      | Anja Longyka ‏           | لم يكمل السباق          |
| 53                      | Anastasia Chursina      | 41                      |
| 54                      | Hayley Simmonds ‏        | 105                     |
| 55                      | Mia Radotić ‏            | 30                      |
| 56                      | مونيك فان دي ري         | 64                      |

| كانيون–إس آر إيه إم ‏ CSR | كانيون–إس آر إيه إم ‏ CSR | كانيون–إس آر إيه إم ‏ CSR |
| ------------------------ | ------------------------ | ------------------------ |
| م                        | عداء                     | مرتبة                    |
| 61                       | Alice Barnes             | 94                       |
| 62                       | تيفاني كرومويل           | 18                       |
| 63                       | Tanja Erath ‏             | 110                      |
| 64                       | ليزا كلاين               | 15                       |
| 65                       | Rotem Gafinovitz ‏        | 108                      |
| 66                       | الكسيس ريان              | 97                       |

| ليف ريسينغ ‏ CCC | ليف ريسينغ ‏ CCC           | ليف ريسينغ ‏ CCC |
| --------------- | ------------------------- | --------------- |
| م               | عداء                      | مرتبة           |
| 71              | ماريان فوس                | 10              |
| 72              | Valerie Demey ‏            | 53              |
| 73              | Evy Kuijpers ‏             | 101             |
| 74              | Marta Lach ‏               | 103             |
| 75              | Agnieszka Skalniak-Sójka ‏ | 48              |

| دولتشيني فان إيك بروكسيموس ‏ DVE | دولتشيني فان إيك بروكسيموس ‏ DVE | دولتشيني فان إيك بروكسيموس ‏ DVE |
| ------------------------------- | ------------------------------- | ------------------------------- |
| م                               | عداء                            | مرتبة                           |
| 81                              | دانييلا ريس (طريق)              | 43                              |
| 82                              | Pascale Jeuland-Tranchant       | 29                              |

| بدون فريق ___ | بدون فريق ___ | بدون فريق ___ |
| ------------- | ------------- | ------------- |
| م             | عداء          | مرتبة         |
| 83            | كيلي ماركوس   | 50            |

| دولتشيني فان إيك بروكسيموس ‏ DVE | دولتشيني فان إيك بروكسيموس ‏ DVE | دولتشيني فان إيك بروكسيموس ‏ DVE |
| ------------------------------- | ------------------------------- | ------------------------------- |
| م                               | عداء                            | مرتبة                           |
| 84                              | Victoire Berteau ‏               | 87                              |
| 85                              | Saartje Vandenbroucke ‏          | 89                              |
| 86                              | Séverine Eraud ‏                 | لم يكمل السباق                  |

| FDJ–Suez ‏ FDJ | FDJ–Suez ‏ FDJ       | FDJ–Suez ‏ FDJ |
| ------------- | ------------------- | ------------- |
| م             | عداء                | مرتبة         |
| 91            | شارلوت بيكر         | 54            |
| 92            | Charlotte Bravard ‏  | 57            |
| 93            | Coralie Demay ‏      | 72            |
| 94            | إميليا فهلين (طريق) | 8             |
| 95            | لورين كيتشن         | 44            |
| 96            | Greta Richioud ‏     | 51            |

| Health Mate–Cyclelive Team ‏ HMT | Health Mate–Cyclelive Team ‏ HMT | Health Mate–Cyclelive Team ‏ HMT |
| ------------------------------- | ------------------------------- | ------------------------------- |
| م                               | عداء                            | مرتبة                           |
| 101                             | Sara Mustonen (cyclist) ‏        | 49                              |
| 102                             | Christina Schweinberger ‏        | 93                              |
| 103                             | Kathrin Schweinberger ‏          | 21                              |
| 104                             | Laura Süßemilch ‏                | 70                              |
| 105                             | كيرستي فان هافتن                | 85                              |
| 106                             | Kylie Waterreus ‏                | 67                              |

| Liv AlUla Jayco ‏ MTS | Liv AlUla Jayco ‏ MTS | Liv AlUla Jayco ‏ MTS |
| -------------------- | -------------------- | -------------------- |
| م                    | عداء                 | مرتبة                |
| 111                  | جيسيكا ألين          | 99                   |
| 112                  | غراسي إلفن           | 52                   |
| 113                  | غريس براون           | 112                  |
| 114                  | سارة روي             | 23                   |
| 115                  | أماندا سبرات         | 98                   |
| 116                  | Moniek Tenniglo ‏     | 80                   |

| موفيستار للسيدات ‏ MOV | موفيستار للسيدات ‏ MOV | موفيستار للسيدات ‏ MOV |
| --------------------- | --------------------- | --------------------- |
| م                     | عداء                  | مرتبة                 |
| 121                   | Paula Patiño ‏         | 92                    |
| 122                   | روكسان فورنييه        | 11                    |
| 123                   | شيلا جوتيريز          | 77                    |
| 124                   | غلوريا رودريغيز       | 76                    |
| 125                   | Lourdes Oyarbide ‏     | 106                   |
| 126                   | Alba Teruel Ribes ‏    | 66                    |

| باركهوتل فالكنبورغ ‏ PHV | باركهوتل فالكنبورغ ‏ PHV | باركهوتل فالكنبورغ ‏ PHV |
| ----------------------- | ----------------------- | ----------------------- |
| م                       | عداء                    | مرتبة                   |
| 131                     | روكسان كنيتيمان         | 68                      |
| 132                     | صوفي دي فوست            | 63                      |
| 133                     | Sylvie Swinkels ‏        | 109                     |
| 134                     | Loes Adegeest ‏          | لم يكمل السباق          |
| 135                     | جنين فان دير مير ‏       | 42                      |
| 136                     | لورينا ويبيس            | 2                       |

| فريق سنويب للسيدات ‏ SUN | فريق سنويب للسيدات ‏ SUN | فريق سنويب للسيدات ‏ SUN |
| ----------------------- | ----------------------- | ----------------------- |
| م                       | عداء                    | مرتبة                   |
| 141                     | سوزان أندرسن            | 5                       |
| 142                     | لوسيندا براند           | لم يكمل السباق          |
| 143                     | ليا كيرشمان             | 26                      |
| 144                     | فلورتجي ماكايج          | لم يكمل السباق          |
| 145                     | بيرنيل ماثيسين          | 111                     |
| 146                     | Julia Soek ‏             | 84                      |

| EF Education–Tibco–SVB ‏ TIB | EF Education–Tibco–SVB ‏ TIB | EF Education–Tibco–SVB ‏ TIB |
| --------------------------- | --------------------------- | --------------------------- |
| م                           | عداء                        | مرتبة                       |
| 151                         | برودي شابمان                | 45                          |
| 152                         | لورين ستيفنز                | 90                          |
| 153                         | أليسون جاكسون               | 19                          |
| 154                         | نينا كيسلر                  | 17                          |
| 155                         | كيندال ريان                 | 22                          |
| 156                         | Rozanne Slik ‏               | 60                          |

| Team Virtu Cycling Women ‏ TVC | Team Virtu Cycling Women ‏ TVC | Team Virtu Cycling Women ‏ TVC |
| ----------------------------- | ----------------------------- | ----------------------------- |
| م                             | عداء                          | مرتبة                         |
| 161                           | مارتا باستيانيلي (طريق)       | 7                             |
| 162                           | صوفيا بيرتيزولو               | 73                            |
| 163                           | باربرا جوارشي                 | 38                            |
| 164                           | ميكي كروجر                    | 95                            |
| 165                           | كريستينا سيجارد               | 35                            |
| 166                           | كاتارزينا باولوسكا            | 69                            |

| فالكار سيلانس ‏ VAL | فالكار سيلانس ‏ VAL      | فالكار سيلانس ‏ VAL |
| ------------------ | ----------------------- | ------------------ |
| م                  | عداء                    | مرتبة              |
| 171                | إليسا بالسامو           | 6                  |
| 172                | مارتا كافالي (طريق)     | 13                 |
| 173                | ماريا جوليا كونفالونيري | 20                 |
| 174                | Silvia Persico ‏         | 71                 |
| 175                | Silvia Pollicini ‏       | 59                 |
| 176                | Ilaria Sanguineti ‏      | 24                 |

| Lidl–Trek (women's team) ‏ TFS | Lidl–Trek (women's team) ‏ TFS | Lidl–Trek (women's team) ‏ TFS |
| ----------------------------- | ----------------------------- | ----------------------------- |
| م                             | عداء                          | مرتبة                         |
| 181                           | Lauretta Hanson ‏              | 81                            |
| 182                           | Lotta Lepistö (طريق)          | 4                             |
| 183                           | ليتيزيا باتيرنوستر            | 37                            |
| 184                           | Ellen van Dijk                | 58                            |
| 185                           | إليسا ونغو بورغيني            | 82                            |
| 186                           | تريكسي ووراك                  | 100                           |

| Ceratizit Pro Cycling ‏ WNT | Ceratizit Pro Cycling ‏ WNT | Ceratizit Pro Cycling ‏ WNT |
| -------------------------- | -------------------------- | -------------------------- |
| م                          | عداء                       | مرتبة                      |
| 191                        | ليزا برينور                | 34                         |
| 192                        | كلوديا كوستر               | 39                         |
| 193                        | Gabrielle Pilote Fortin ‏   | 88                         |
| 194                        | Sarah Rijkes ‏              | 79                         |
| 195                        | Lea Lin Teutenberg ‏        | 78                         |
| 196                        | كيرستن وايلد               | 1                          |

| إس دي وركس ‏ DLT | إس دي وركس ‏ DLT        | إس دي وركس ‏ DLT |
| --------------- | ---------------------- | --------------- |
| م               | عداء                   | مرتبة           |
| 1               | ايمي بيترز             | 28              |
| 2               | Jip van den Bos ‏       | 46              |
| 3               | إيفا بورمان            | 47              |
| 4               | أمالي ديديريكسن (طريق) | 16              |
| 5               | كريستين ماجروس (طريق)  | 25              |
| 6               | سكاي شنايدر            | 75              |

| لوتو بيليسول للسيدات ‏ LSL | لوتو بيليسول للسيدات ‏ LSL | لوتو بيليسول للسيدات ‏ LSL |
| ------------------------- | ------------------------- | ------------------------- |
| م                         | عداء                      | مرتبة                     |
| 11                        | Annelies Dom ‏ (طريق)      | 33                        |
| 12                        | كيلي فان دن ستين          | 32                        |
| 13                        | Alana Castrique ‏          | 61                        |
| 14                        | شانتال هوفمان             | 91                        |
| 15                        | لوت كوبيكي                | 3                         |
| 16                        | Nguyễn Thị Thật ‏          | 31                        |

| يو أي أيه تيم ‏ ALE | يو أي أيه تيم ‏ ALE       | يو أي أيه تيم ‏ ALE |
| ------------------ | ------------------------ | ------------------ |
| م                  | عداء                     | مرتبة              |
| 21                 | Jelena Erić (cyclist) ‏   | 96                 |
| 22                 | كلو هوسكينغ              | 14                 |
| 23                 | Diana Peñuela ‏           | 62                 |
| 24                 | رومي كاسبر               | 86                 |
| 25                 | Anna Trevisi ‏            | 55                 |
| 26                 | Marjolein van 't Geloof ‏ | 40                 |

| أيه آر مونكس برو سيكلينج للسيدات ‏ ASA | أيه آر مونكس برو سيكلينج للسيدات ‏ ASA | أيه آر مونكس برو سيكلينج للسيدات ‏ ASA |
| ------------------------------------- | ------------------------------------- | ------------------------------------- |
| م                                     | عداء                                  | مرتبة                                 |
| 31                                    | Amiliya Iskakova ‏                     | 104                                   |
| 32                                    | Olga Shekel ‏ (طريق)                   | 56                                    |
| 33                                    | Jeidi Pradera ‏                        | 107                                   |
| 34                                    | Natalya Saifutdinova ‏                 | 74                                    |
| 35                                    | Lizbeth Salazar ‏                      | 36                                    |
| 36                                    | أرلينيس سيرا (طريق)                   | 9                                     |

| Équipe Paule Ka ‏ BIG | Équipe Paule Ka ‏ BIG     | Équipe Paule Ka ‏ BIG |
| -------------------- | ------------------------ | -------------------- |
| م                    | عداء                     | مرتبة                |
| 41                   | Elizabeth Banks          | لم يكمل السباق       |
| 42                   | Nicole Hanselmann ‏       | 65                   |
| 43                   | Martina Alzini ‏          | 102                  |
| 44                   | Julie Norman Leth ‏       | 12                   |
| 45                   | Maria Vittoria Sperotto ‏ | 27                   |

| BTC City Ljubljana ‏ BTC | BTC City Ljubljana ‏ BTC | BTC City Ljubljana ‏ BTC |
| ----------------------- | ----------------------- | ----------------------- |
| م                       | عداء                    | مرتبة                   |
| 51                      | Maaike Boogaard ‏        | 83                      |
| 52                      | Anja Longyka ‏           | لم يكمل السباق          |
| 53                      | Anastasia Chursina      | 41                      |
| 54                      | Hayley Simmonds ‏        | 105                     |
| 55                      | Mia Radotić ‏            | 30                      |
| 56                      | مونيك فان دي ري         | 64                      |

| كانيون–إس آر إيه إم ‏ CSR | كانيون–إس آر إيه إم ‏ CSR | كانيون–إس آر إيه إم ‏ CSR |
| ------------------------ | ------------------------ | ------------------------ |
| م                        | عداء                     | مرتبة                    |
| 61                       | Alice Barnes             | 94                       |
| 62                       | تيفاني كرومويل           | 18                       |
| 63                       | Tanja Erath ‏             | 110                      |
| 64                       | ليزا كلاين               | 15                       |
| 65                       | Rotem Gafinovitz ‏        | 108                      |
| 66                       | الكسيس ريان              | 97                       |

| ليف ريسينغ ‏ CCC | ليف ريسينغ ‏ CCC           | ليف ريسينغ ‏ CCC |
| --------------- | ------------------------- | --------------- |
| م               | عداء                      | مرتبة           |
| 71              | ماريان فوس                | 10              |
| 72              | Valerie Demey ‏            | 53              |
| 73              | Evy Kuijpers ‏             | 101             |
| 74              | Marta Lach ‏               | 103             |
| 75              | Agnieszka Skalniak-Sójka ‏ | 48              |

| دولتشيني فان إيك بروكسيموس ‏ DVE | دولتشيني فان إيك بروكسيموس ‏ DVE | دولتشيني فان إيك بروكسيموس ‏ DVE |
| ------------------------------- | ------------------------------- | ------------------------------- |
| م                               | عداء                            | مرتبة                           |
| 81                              | دانييلا ريس (طريق)              | 43                              |
| 82                              | Pascale Jeuland-Tranchant       | 29                              |

| بدون فريق ___ | بدون فريق ___ | بدون فريق ___ |
| ------------- | ------------- | ------------- |
| م             | عداء          | مرتبة         |
| 83            | كيلي ماركوس   | 50            |

| دولتشيني فان إيك بروكسيموس ‏ DVE | دولتشيني فان إيك بروكسيموس ‏ DVE | دولتشيني فان إيك بروكسيموس ‏ DVE |
| ------------------------------- | ------------------------------- | ------------------------------- |
| م                               | عداء                            | مرتبة                           |
| 84                              | Victoire Berteau ‏               | 87                              |
| 85                              | Saartje Vandenbroucke ‏          | 89                              |
| 86                              | Séverine Eraud ‏                 | لم يكمل السباق                  |

| FDJ–Suez ‏ FDJ | FDJ–Suez ‏ FDJ       | FDJ–Suez ‏ FDJ |
| ------------- | ------------------- | ------------- |
| م             | عداء                | مرتبة         |
| 91            | شارلوت بيكر         | 54            |
| 92            | Charlotte Bravard ‏  | 57            |
| 93            | Coralie Demay ‏      | 72            |
| 94            | إميليا فهلين (طريق) | 8             |
| 95            | لورين كيتشن         | 44            |
| 96            | Greta Richioud ‏     | 51            |

| Health Mate–Cyclelive Team ‏ HMT | Health Mate–Cyclelive Team ‏ HMT | Health Mate–Cyclelive Team ‏ HMT |
| ------------------------------- | ------------------------------- | ------------------------------- |
| م                               | عداء                            | مرتبة                           |
| 101                             | Sara Mustonen (cyclist) ‏        | 49                              |
| 102                             | Christina Schweinberger ‏        | 93                              |
| 103                             | Kathrin Schweinberger ‏          | 21                              |
| 104                             | Laura Süßemilch ‏                | 70                              |
| 105                             | كيرستي فان هافتن                | 85                              |
| 106                             | Kylie Waterreus ‏                | 67                              |

| Liv AlUla Jayco ‏ MTS | Liv AlUla Jayco ‏ MTS | Liv AlUla Jayco ‏ MTS |
| -------------------- | -------------------- | -------------------- |
| م                    | عداء                 | مرتبة                |
| 111                  | جيسيكا ألين          | 99                   |
| 112                  | غراسي إلفن           | 52                   |
| 113                  | غريس براون           | 112                  |
| 114                  | سارة روي             | 23                   |
| 115                  | أماندا سبرات         | 98                   |
| 116                  | Moniek Tenniglo ‏     | 80                   |

| موفيستار للسيدات ‏ MOV | موفيستار للسيدات ‏ MOV | موفيستار للسيدات ‏ MOV |
| --------------------- | --------------------- | --------------------- |
| م                     | عداء                  | مرتبة                 |
| 121                   | Paula Patiño ‏         | 92                    |
| 122                   | روكسان فورنييه        | 11                    |
| 123                   | شيلا جوتيريز          | 77                    |
| 124                   | غلوريا رودريغيز       | 76                    |
| 125                   | Lourdes Oyarbide ‏     | 106                   |
| 126                   | Alba Teruel Ribes ‏    | 66                    |

| باركهوتل فالكنبورغ ‏ PHV | باركهوتل فالكنبورغ ‏ PHV | باركهوتل فالكنبورغ ‏ PHV |
| ----------------------- | ----------------------- | ----------------------- |
| م                       | عداء                    | مرتبة                   |
| 131                     | روكسان كنيتيمان         | 68                      |
| 132                     | صوفي دي فوست            | 63                      |
| 133                     | Sylvie Swinkels ‏        | 109                     |
| 134                     | Loes Adegeest ‏          | لم يكمل السباق          |
| 135                     | جنين فان دير مير ‏       | 42                      |
| 136                     | لورينا ويبيس            | 2                       |

| فريق سنويب للسيدات ‏ SUN | فريق سنويب للسيدات ‏ SUN | فريق سنويب للسيدات ‏ SUN |
| ----------------------- | ----------------------- | ----------------------- |
| م                       | عداء                    | مرتبة                   |
| 141                     | سوزان أندرسن            | 5                       |
| 142                     | لوسيندا براند           | لم يكمل السباق          |
| 143                     | ليا كيرشمان             | 26                      |
| 144                     | فلورتجي ماكايج          | لم يكمل السباق          |
| 145                     | بيرنيل ماثيسين          | 111                     |
| 146                     | Julia Soek ‏             | 84                      |

| EF Education–Tibco–SVB ‏ TIB | EF Education–Tibco–SVB ‏ TIB | EF Education–Tibco–SVB ‏ TIB |
| --------------------------- | --------------------------- | --------------------------- |
| م                           | عداء                        | مرتبة                       |
| 151                         | برودي شابمان                | 45                          |
| 152                         | لورين ستيفنز                | 90                          |
| 153                         | أليسون جاكسون               | 19                          |
| 154                         | نينا كيسلر                  | 17                          |
| 155                         | كيندال ريان                 | 22                          |
| 156                         | Rozanne Slik ‏               | 60                          |

| Team Virtu Cycling Women ‏ TVC | Team Virtu Cycling Women ‏ TVC | Team Virtu Cycling Women ‏ TVC |
| ----------------------------- | ----------------------------- | ----------------------------- |
| م                             | عداء                          | مرتبة                         |
| 161                           | مارتا باستيانيلي (طريق)       | 7                             |
| 162                           | صوفيا بيرتيزولو               | 73                            |
| 163                           | باربرا جوارشي                 | 38                            |
| 164                           | ميكي كروجر                    | 95                            |
| 165                           | كريستينا سيجارد               | 35                            |
| 166                           | كاتارزينا باولوسكا            | 69                            |

| فالكار سيلانس ‏ VAL | فالكار سيلانس ‏ VAL      | فالكار سيلانس ‏ VAL |
| ------------------ | ----------------------- | ------------------ |
| م                  | عداء                    | مرتبة              |
| 171                | إليسا بالسامو           | 6                  |
| 172                | مارتا كافالي (طريق)     | 13                 |
| 173                | ماريا جوليا كونفالونيري | 20                 |
| 174                | Silvia Persico ‏         | 71                 |
| 175                | Silvia Pollicini ‏       | 59                 |
| 176                | Ilaria Sanguineti ‏      | 24                 |

| Lidl–Trek (women's team) ‏ TFS | Lidl–Trek (women's team) ‏ TFS | Lidl–Trek (women's team) ‏ TFS |
| ----------------------------- | ----------------------------- | ----------------------------- |
| م                             | عداء                          | مرتبة                         |
| 181                           | Lauretta Hanson ‏              | 81                            |
| 182                           | Lotta Lepistö (طريق)          | 4                             |
| 183                           | ليتيزيا باتيرنوستر            | 37                            |
| 184                           | Ellen van Dijk                | 58                            |
| 185                           | إليسا ونغو بورغيني            | 82                            |
| 186                           | تريكسي ووراك                  | 100                           |

| Ceratizit Pro Cycling ‏ WNT | Ceratizit Pro Cycling ‏ WNT | Ceratizit Pro Cycling ‏ WNT |
| -------------------------- | -------------------------- | -------------------------- |
| م                          | عداء                       | مرتبة                      |
| 191                        | ليزا برينور                | 34                         |
| 192                        | كلوديا كوستر               | 39                         |
| 193                        | Gabrielle Pilote Fortin ‏   | 88                         |
| 194                        | Sarah Rijkes ‏              | 79                         |
| 195                        | Lea Lin Teutenberg ‏        | 78                         |
| 196                        | كيرستن وايلد               | 1                          |

## وصلات خارجية
- لمحة عن سباق ثلاثة أيام من دي بان للسيدات 2019 على موقع  ProCyclingStats   (برو  سايكلنج  ستاتس) - إحصاءات  محترفي  الدراجات.

- ثلاثة أيام من دي بان للسيدات 2019 على موقع إحصائيات الدراجات الإحترافية (الإنجليزية)